# 2002년 아시안 게임 당구
2002년 아시안 게임 당구는 2002년 아시안 게임의 경기 종목이다. 2002년 10월 13일부터 20일까지 10개 세부 종목으로 진행되었다.

## 경기장
| 도시 | 경기장            | 원어명 | 로마자 | 수용 인원 | 경기    | 주석 |
| ---- | ----------------- | ------ | ------ | --------- | ------- | ---- |
| 부산 | 동주대학교 체육관 |        |        |           | 전 경기 |      |

## 세부종목
2002년 아시안 게임 당구의 세부종목은 다음과 같다:
- 3쿠션 단식
- 파티 리브레 단식
- 잉글리시 빌리어드 단식
- 잉글리시 빌리어드 복식
- 포켓 8볼 단식
- 포켓 9볼 단식
- 포켓 9볼 복식
- 스누커 단식
- 스누커 복식
- 스누커 단체전